# Arne Maier
Arne Maier (ur. 8 stycznia 1999 w Ludwigsfelde) – niemiecki piłkarz grający na pozycji pomocnika. Od 2022 zawodnik niemieckiego klubu FC Augsburg.

## Życiorys
Jest wychowankiem berlińskiej Herthy BSC. W czasach juniorskich trenował także w Ludwigsfelder FC. W 2017 dołączył do pierwszego zespołu Herthy. W Bundeslidze zadebiutował 13 maja 2017 w wygranym 2:0 meczu z SV Darmstadt 98. Do gry wszedł w 90. minucie, zmieniając Salomona Kalou.